# Amauris mongallensis
Amauris mongallensis är en fjärilsart som beskrevs av Carpenter 1928. Amauris mongallensis ingår i släktet Amauris och familjen praktfjärilar. Inga underarter finns listade i Catalogue of Life.